# Закон о регулировании национального труда
Закон о регулировании национального труда (нем. Arbeitsordnungsgesetz — официально Gesetz zur Ordnung der nationalen Arbeit) от 20 января 1934 года являлся основой для трудовых отношений в нацистской Германии.

## Содержание
После того, как профсоюзы были запрещены после первого мая 1933 года, нацистское правительство было вынуждено облегчить рабочие условия и улучшить индустриальные отношения. Впервые это попытались сделать установлением доверенного лица предприятия, который должен был назначать минимальные зарплаты и устранять классовые трения в компаниях. С введением Закона о регулировании труда владельцы и менеджеры становились «вождями предприятия» и отвечали не только за успешную работу предприятия, но и за благосостояние своих «последователей» (то есть рабочих), таким образом повторяя концепцию Фольксгемайншафта внутри организаций бизнеса. Закон также предписывал создание Советов доверия в бизнесах и компаниях с более чем 20 рабочими, которые возглавлялись «лидером предприятия», в то время как остальные члены избирались из списка, составленного «лидером предприятия» и надсмотрщиками Германского трудового фронта (Betriebsobmann).
Должность доверенного лица предприятия была в дальнейшем усиленна, так как закон наделял их полномочиями вмешиваться в дела индивидуальных бизнесов и предприятий. Под каждым доверенным лицом был установлен суд чести, который был в праве уволить лидера предприятия в случае серьезных нарушений или утраты доверия.